# Trattato di Mosca (2002)
Il trattato di Mosca, formalmente Strategic Offensive Reductions Treaty (SORT) è un trattato sulla riduzione delle armi nucleari firmato da Stati Uniti e Russia a Mosca, il 24 maggio 2002. Sulla base della sede della firma, viene comunemente chiamato "Trattato di Mosca".
Tale accordo andava a integrare l'accordo START I, limitando ulteriormente il numero di testate. Secondo tale trattato infatti, ambo le parti assumevano l'impegno di limitare entro il 31 dicembre 2012 a 1700 - 2200 il numero di testate nucleari. Ciascuna parte poteva determinare autonomamente la composizione e la struttura delle proprie armi strategiche da dismettere.
L'accordo SORT è stato sostituito nel 2011 dal nuovo trattato New START.